# 张国声
张国声（1912年—1997年），曾名张国盛，男，汉族，山西翼城人，中华人民共和国政治人物。

## 生平
张国声是山西省翼城县中卫乡武子官庄村人。早年参加山西牺盟会，任牺盟会岢岚地区负责人，牺盟总会晋西北办事处主任。1940年，任晋西北行署二专区专员。1946年，任晋绥野战军高参兼绥蒙区党委联络部部长、中国人民解放军第一军政治部副主任。
1949年，担任青海省人民政府秘书长。1959年，任青海省轻工业局副局长。1963年，任中共西安市委书记。1979年，升任青海省人民政府省长。1997年6月6日在海南省海口市逝世，享年85岁。